# Kilobit
Um quilobit (kb or kbit) é uma unidade de medida de quantidade de dados. O prefixo quilo- (símbolo k) é definido pelo Sistema Internacional de Unidades (SI) como o multiplicador 103 (1000), logo:
1 quilobit = 103bits = 1000 bits.
Não confundir quilobit (kb), que são mil bits, com quilobyte(kB), que são mil bytes (um byte são oito bits).

## Relações
Base 10:
bit << quilobit << megabit
Base 2:
bit << kibibit << mebibit